# مرکز تاریخی کوئنکا
مرکز تاریخی شهر کوئنکا که مساحت مرکزی آن ۲۲۴٫۱۴ هکتار است، یک مکان گردشگری در شهر کوئنکا، استان آزوای اکوادور است که از سال ۱۹۹۹ توسط یونسکو به عنوان میراث جهانی اعلام شده است.

## تاریخچه
تأسیس شهر به سال ۱۵۵۷ میلادی برمی‌گردد که نایب السلطنه آندرس هورتادو د مندوزا شهر را بنیان نهاد و در سال ۱۸۲۰ استقلال کوئنکا اعلام شد. با این حال، قدمت تاریخ محلی به روستای بومی کاناری گواپوندلگ (دشتی به بزرگی آسمان، از سال ۵۰۰) می‌رسد که بعداً توسط اینکاها فتح شد و تومه‌بامبا نامیده شد.

## خصوصیات
کوئنکا، یک شهر «داخلی» بود که در سال ۱۵۵۷ «بر اساس مقررات سخت‌گیرانه برنامه‌ریزی شهری که سی سال قبل از آن توسط امپراتور چارلز پنجم اعلام شده بود، تأسیس شد».
طرح مرکز تاریخی در حال حاضر دارای طرح متعامد چهار قرن پیش است.

## معیارها
برای قرار گرفتن در فهرست میراث جهانی، یونسکو تعیین کرد که مرکز تاریخی کوئنکا سه معیار انتخاب را دارد:
- معیار (ii): کوئنکا اجرای کامل اصول برنامه‌ریزی شهری مرسوم در رنسانس در قاره آمریکا را نشان می‌دهد.
- معیار (IV): ادغام موفقیت‌آمیز جوامع و فرهنگ‌های مختلف آمریکای لاتین به‌طور قابل توجهی با طراحی و چشم‌انداز شهری کوئنکا نشان داده شده است.
- معیار (v): کوئنکا یک نمونه برجسته از یک شهر داخلی دوران استعمار اسپانیا است.